# Grace' zanger
Grace' zanger (Setophaga graciae, synoniem: Dendroica graciae) is een zangvogel uit de familie der Parulidae (Amerikaanse zangers). De vogel werd ontdekt door Elliott Coues in Arizona en door Spencer Fullerton Baird geldig beschreven en op Coues' verzoek vernoemd naar zijn zuster Grace.

## Verspreiding en leefgebied
Deze soort komt voor van de zuidwestelijke Verenigde Staten en Mexico tot Nicaragua en telt 4 ondersoorten:
- S. g. graciae: de zuidwestelijke Verenigde Staten en noordwestelijk Mexico.
- S. g. yaegeri: westelijk Mexico.
- S. g. remota: van zuidelijk Mexico tot westelijk Nicaragua.
- S. g. decora: van Belize tot noordoostelijk Nicaragua.